# Bevtoft Kirke
Bevtoft Kirke ligger i landsbyen Bevtoft ca. 18 km VSV for Haderslev (Region Syddanmark).

## Eksterne kilder og henvisninger
- Wikimedia Commons har flere filer relateret til Bevtoft Kirke
- Bevtoft Kirke på KortTilKirken.dk
- Bevtoft Kirke i bogværket Danmarks Kirker (udg. af Nationalmuseet)